# Gösta Björkbäck
Nils Gösta Björkbäck, född 17 augusti 1899 i Delsbo församling, Gävleborgs län, död 14 juni 1976 i Kristinehamn, Värmlands län, var en svensk psykiater.
Gösta Björkbäck var son till kontraktsprosten Nils Björkbäck och Hedvig Julia Sucksdorff. Efter studentexamen i Gävle 1918 blev Björkbäck medicine kandidat 1924 och medicine licentiat 1930 i Uppsala. Han var assistentläkare vid Garnisonssjukhuset i Boden 1926, extra läkare vid Uppsala hospital 1926–29, vid Härnösands hospital 1930, t.f. andre läkare vid Ulleråkers sjukhus i Uppsala 1930–31, vid Sankta Gertruds sjukhus i Västervik 1931, extra läkare vid Frösö sjukhus 1931–32, andre läkare där 1932–34, vid Furunäsets sjukhus i Piteå 1934–39, förste läkare vid Frösö sjukhus från 1939, t.f. överläkare där från 1948 samt överläkare och sjukhuschef vid Gådeå sjukhus i Härnösand 1954 (t.f. 1950). 
Björkbäck var läkare vid Jämtlands läns landstings hem för kroniskt sjuka i Kvarnsved på Frösön 1941–47, vid Locknegårdens vårdhem i Lockne 1944–46 och t.f. läkare vid rannsakningshäktet i Östersund 1945–46.